# Registratore dei dati di viaggio

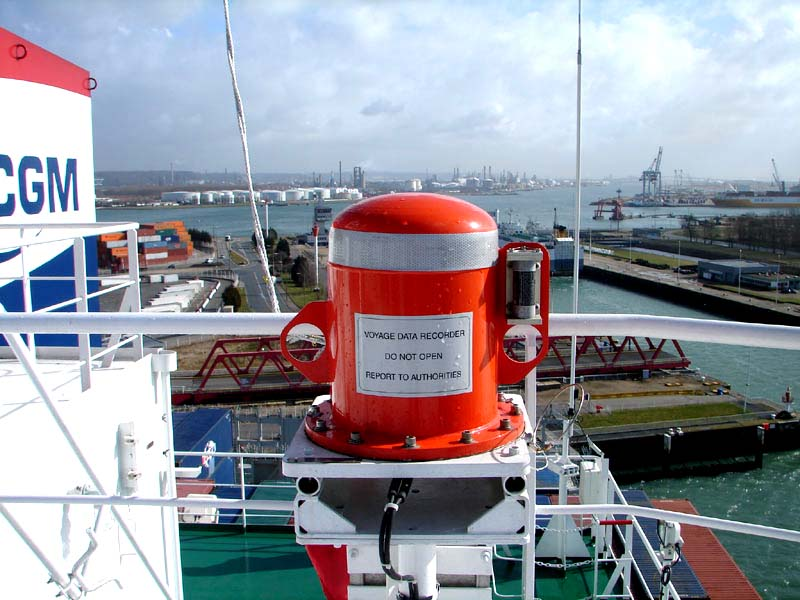
Un registratore di dati di viaggio installato su una nave portacontainer.

Il registratore dei dati di viaggio (in inglese: voyage data recorder - VDR) è un sistema di registrazione che deve essere installato sulle navi secondo quanto richiesto dalla Convenzione internazionale per la salvaguardia della vita umana in mare dell'Organizzazione marittima internazionale (IMO Res.A.861(20)) per raccogliere dati dai diversi sensori disposti sull'imbarcazione. Esso comprime e memorizza questi dati in una memoria protetta e sistemata all'esterno della nave. L'unità di memorizzazione è progettata per resistere a colpi estremi, urti, alta pressione e calore, tutte condizioni che potrebbero verificarsi in un incidente in mare (incendio, esplosione, collisione, affondamento ecc.).
L'unità di memorizzazione viene inserita in un supporto fisso disposto esternamente alla nave in una posizione facilmente raggiungibile oppure in un supporto galleggiante dotato di localizzatore (EPIRB) che si separa dalla nave in caso di affondamento. Le ultime 12 ore di dati vengono registrate e sono disponibili per le autorità e l'armatore della nave per le indagini sull'incidente. Oltre all'unità protettiva, il sistema è formato anche da un apparecchio di controllo della registrazione e da un altro di acquisizione dei dati, il quale si collega ai sensori ed equipaggiamenti a bordo dell'imbarcazione.
Sebbene l'utilità principale del sistema sia l'investigazione sull'incidente dopo che è avvenuto, i dati registrati possono essere usati per la manutenzione, l'analisi delle prestazioni, il controllo dei danni causati dal maltempo e il verificarsi di inconvenienti che potrebbero mettere in pericolo la sicurezza delle persone a bordo o aumentare i costi di navigazione.
Esiste anche un registratore di dati di viaggio semplificato, stabilito dalla norma MSC.163(78) dell'Organizzazione marittima internazionale, che consiste in una versione più economica del sistema originale per navi di piccole dimensioni, la quale registra solo i dati di navigazione di base.

## Dati registrati
I dati registrati nell'unità includono le seguenti informazioni:
| Informazione registrata                                                          | VDR | VDR semplificato |
| -------------------------------------------------------------------------------- | --- | ---------------- |
| Posizione, data e ora ottenuti tramite il sistema GPS                            | sì  | sì               |
| Velocità                                                                         | sì  | sì               |
| Orientamento della girobussola                                                   | sì  | sì               |
| Dati del radar                                                                   | sì  | sì (*)           |
| Registrazione audio dai ponti                                                    | sì  | sì               |
| Comunicazioni radio VHF                                                          | sì  | sì               |
| Profondità sotto la chiglia ottenuta con l'ecoscandaglio                         | sì  | sì (*)           |
| Eventuale messa in funzione degli allarmi                                        | sì  | no               |
| Aperture dello scafo                                                             | sì  | no               |
| Stato delle porte stagne e di quelle ignifughe                                   | sì  | no               |
| Sforzo dello scafo                                                               | sì  | no               |
| Posizione del timone                                                             | sì  | no               |
| Velocità delle eliche e funzionamento del motore                                 | sì  | no               |
| Spinta                                                                           | sì  | no               |
| Velocità e direzione del vento ottenuti con l'anemometro                         | sì  | no               |
| (*) informazioni facoltative registrate solo se è presente un'interfaccia adatta |     |                  |